# ギャップ・イヤー
ギャップ・イヤー（英: gap year）とは、高等学校卒業から大学への入学までのモラトリアムのこと。英語圏の大学(特に英国の大学)の中には入試から入学までの期間をあえて長く設定して（7月卒業、9月入学）、その間に大学では得られない経験をすることが推奨されている。

## 意義
本来は大学入学資格（フランスを含む多くのヨーロッパ圏ではバカロレア、ドイツとフィンランドではアビトゥーア）を得た若者が入学を延期して親元を離れ、長期旅行、ボランティア、国内外留学、インターンシップ、アルバイトなどを体験することを言った。イギリスで1960年代からみられるようになった慣行で、特に1990年代以降に安価に渡航できるようになったことで一般的になった。本来は大学入学前のものを言ったが、休学時のほか卒業後のスキルアップや能力開発も含む概念として用いられるようにもなっている。
ギャップ・イヤーの類義語にギャップ・タームがあるが、これは、2012年頃に、3月の高校の卒業時期を維持したまま、東京大学が大学入学時期を5ヶ月後の9月にすることを検討した際に、学校生活では得られない経験を奨励する時期として、関係者が作った和製英語である。

## ギャップイヤー白書
ギャップイヤー・プラットフォームの担い手が中心になり、日本で初めてのギャップイヤー白書が制作された。
平成25年6月22日主催イベント「ギャップイヤー・フェスタ」にて配布された。
ギャップイヤー白書は、ギャップイヤー・プラットフォームの公式ページからダウンロードできる。